# Xã Murray, Quận Newton, Arkansas
Xã Murray (tiếng Anh: Murray Township) là một xã thuộc quận Newton, tiểu bang Arkansas, Hoa Kỳ. Năm 2010, dân số của xã này là 172 người.